# Det Farmaceutiske Fakultetsbibliotek
Det Farmaceutiske Fakultetsbibliotek (FARMA-bib) har til opgave at støtte forskning og undervisning på Det Farmaceutiske Fakultet under Københavns Universitet. Biblioteketet er offentligt tilgængeligt og servicerer således også privatpersoner og virksomheder. Biblioteket indgår i KUBIS
Biblioteket dækker emneområderne farmaci, farmakologi og farmakoterapi, medicinalkemi, analytisk kemi, naturstofkemi og farmakognosi, samfundsfarmaci og apotekervæsen.
Bibliotekets samlinger består af nye og ældre bøger, tidsskrifter, trykte såvel som elektroniske og derudover stilles der en lang række databaser og andre elektroniske ressourcer til rådighed. Biblioteket har en særsamling af farmakopéer og en ældre samling af litteratur om apotekervæsnet og lægemiddelfremstilling. 
Det Farmaceutiske Fakultetsbibliotek var tidligere bibliotek på Danmarks Farmaceutiske Universitet, som i 2007 blev fusioneret med Københavns Universitet.